# 富永旭
富永 旭（とみなが あきら、1983年4月18日 - ）は、静岡県出身の元プロ野球選手（内野手）。

## 来歴・人物
春野高校では1年夏から三塁手で出場、3年夏は4番投手で高校通算50本塁打。2001年のプロ野球ドラフト会議で千葉ロッテマリーンズに6巡目指名され入団した。
1軍には一度も上がることができず、2005年に戦力外通告された。
2025年現在地元で農業に携わっている。

## 詳細情報

### 年度別打撃成績
- 一軍公式戦出場なし

### 背番号
- 59 （2002年 - 2005年）